# 新复乡
新复乡，是中华人民共和国四川省南充市顺庆区下辖的一个乡镇级行政单位。2019年9月，撤销同仁乡，将其所属行政区域划归新复乡管辖。

## 行政区划
新复乡下辖以下地区：
坦山铺村、高阶沿村、元池坝村、天生桥村、水池坝村、西河边村、长远沟村、谢村河村、回龙场村和半截沟村、送火垭村、青木桥村、四方寨村、石佛寺村、红岩村、印钟寺村、白蜡坝村、龟石坝村和泥屋垭村。